# Altamont, Pennsylvania
Altamont är en ort i Schuylkill County i delstaten Pennsylvania, USA.